# Discografia de EXID
Esta é a discografia do girl group sul-coreano EXID, consiste em dois álbum de estúdio, cinco extended plays e vinte e um singles.

## Álbuns

### Álbuns de estúdio
| Ano                                                                                | Título        | Detalhes                                                                                                   | Melhores posições | Melhores posições | Melhores posições | Vendas       |
| Ano                                                                                | Título        | Detalhes                                                                                                   | KOR               | JPN               | EUA World         | Vendas       |
| ---------------------------------------------------------------------------------- | ------------- | --- | ----------------- | ----------------- | ----------------- | ------------ |
| 2016                                                                               | Street        | - Lançamento: 1 de Junho de 2016 - Gravadoras: Banana Culture, Sony Music - Formatos: CD, download digital | 2                 | 161               | 9                 | - : 20,302+  |
| 2019                                                                               | Trouble       | - Lançamento: 3 de Abril de 2019 - Gravadora: Tokuma Japan - Formatos: CD, download digital                | —                 | 12                | —                 | - JPN: 5,868 |
| 2020                                                                               | B.L.E.S.S.E.D | - Lançamento: 19 de Agosto de 2020 - Gravadora: Tokuma Japan - Formatos: CD, download digital              | —                 | ASA               | —                 | ASA          |
| "—" significa que não foi encontrado informações ou não foi lançado em tal região. |               | |                   |                   |                   |              |

### Extended plays(EP)
| Ano                                                                                      | Título      | Detalhes | Melhores posições | Melhores posições | Melhores posições | Vendas                 |
| Ano                                                                                      | Título      | Detalhes | KOR               | JPN               | EUA World         | Vendas                 |
| ---------------------------------------------------------------------------------------- | ----------- | --- | ----------------- | ----------------- | ----------------- | ---------------------- |
| 2012                                                                                     | Hippity Hop | - Lançamento: 13 de agosto de 2012 - Gravadora: AB Entertainment - Formatos: CD, download digital                 | 13                | —                 | —                 | - : 1,554+             |
| 2015                                                                                     | Ah Yeah     | - Lançamento: 13 de abril de 2015 - Gravadoras: Yedang Entertainment, Sony Music - Formatos: CD, download digital | 5                 | 272               | 12                | - : 23,274+ - : 7,000+ |
| 2017                                                                                     | Eclipse     | - Lançamento: 10 de abril de 2017 - Gravadoras: Banana Culture, Sony Music - Formatos: CD, download digital       | 5                 | —                 | 4                 | - : 15,102+            |
| 2017                                                                                     | Full Moon   | - Lançamento: 7 de Novembro de 2017 - Gravadora: Banana Culture - Formatos: CD, download digital                  | 7                 | —                 | 6                 | - KOR: 17,156          |
| 2019                                                                                     | We          | - Lançamento: 15 de Maio de 2019 - Gravadora: Banana Culture - Formatos: CD, download digital                     | 3                 | —                 | 8                 | - KOR: 24,472          |
| "—" indica lançamentos que não figuraram nas paradas ou não foram lançados nessa região. |             | |                   |                   |                   |                        |

### Singles
| Ano                                                                                      | Título                                       | Melhores posições | Melhores posições | Vendas                                        | Álbum                  |
| Ano                                                                                      | Título                                       | KOR               | CHI Billboard     | Vendas                                        | Álbum                  |
| Em coreano                                                                               | Em coreano                                   | Em coreano        | Em coreano        | Em coreano                                    | Em coreano             |
| ---------------------------------------------------------------------------------------- | -------------------------------------------- | ----------------- | ----------------- | --------------------------------------------- | ---------------------- |
| 2012                                                                                     | "Whoz that Girl" (후즈 댓 걸)                | 36                | —                 | - : 840,451+                                  | Holla (single digital) |
| 2012                                                                                     | "I Feel Good"                                | 56                | —                 | - : 131,538+                                  | Hippity Hop            |
| 2012                                                                                     | "Every Night" (매일밤)                       | 43                | —                 | - : 230,175+                                  | —                      |
| 2014                                                                                     | "Up & Down" (위아래)                         | 1                 | —                 | - : 1,710,548+                                | Ah Yeah                |
| 2015                                                                                     | "Ah Yeah" (아예)                             | 2                 | —                 | - : 1,185,816+                                | Ah Yeah                |
| 2015                                                                                     | Hot Pink (핫핑크)                            | 4                 | —                 | - : 900,296+                                  | Street                 |
| 2016                                                                                     | "L.I.E" (엘라이)                             | 7                 | —                 | - : 548,804+                                  | Street                 |
| 2017                                                                                     | "Night Rather than Day" (낮보다는 밤)        | 9                 | —                 | - : 319,895+                                  | Eclipse                |
| 2017                                                                                     | "DDD (덜덜덜)"                               | 9                 | —                 | - KOR: 494,267                                | Full Moon              |
| 2018                                                                                     | "Lady" (내일해)                              | 32                | —                 | - KOR: 14,953 (Phy.)                          | Lady                   |
| 2018                                                                                     | "I Love You" (알러뷰)                        | 29                | —                 | - KOR: 15,999 (Phy.) - US: 1,000 - CHN: 2,000 | I Love You             |
| 2019                                                                                     | "Me&You"                                     | 90                | —                 | —                                             | We                     |
| Em chinês                                                                                |                                              |                   |                   |                                               |                        |
| 2016                                                                                     | "Cream"                                      | —                 | 6                 | —                                             | —                      |
| 2017                                                                                     | "Up & Down" (chinês: 上下, pinyin: Shàngxià) | —                 | 4                 | —                                             | —                      |
| Em japonês                                                                               |                                              |                   |                   |                                               |                        |
| 2019                                                                                     | "Trouble"                                    | —                 | —                 | —                                             | Trouble                |
| 2019                                                                                     | "Bad Girl for You"                           | —                 | —                 | —                                             | B.L.E.S.S.E.D          |
| "—" indica lançamentos que não figuraram nas paradas ou não foram lançados nessa região. |                                              |                   |                   |                                               |                        |

### Trilhas sonoras
| Ano                                                                                      | Título | Melhores posições | Vendas      | Álbum                           |
| Ano                                                                                      | Título | KOR               | Vendas      | Álbum                           |
| ---------------------------------------------------------------------------------------- | ------ | ----------------- | ----------- | ------------------------------- |
| "Hey Boy"                                                                                | 2012   | —                 | - : 9,511+  | The Thousandth Man OST          |
| "Up & Down"                                                                              | 2013   | 53                | - : 69,329+ | Incarnation of Money OST Part 2 |
| "—" indica lançamentos que não figuraram nas paradas ou não foram lançados nessa região. |        |                   |             |                                 |

### Sub-grupo
Os membros Hani e Solji formaram um sub-grupo chamado Dasoni em 2013, e mais tarde mudaram o nome para SoljiHani em 2016. Elas lançaram três singles – dois creditados como Dasoni e um creditado como SoljiHani.
| Ano  | Título                          | Melhores posições | Vendas      | Álbum                              |
| Ano  | Título                          | KOR               | Vendas      | Álbum                              |
| ---- | ------------------------------- | ----------------- | ----------- | ---------------------------------- |
| 2013 | "Good Bye"                      | 71                | - : 84,885+ | —                                  |
| 2013 | "Said So Often" (Stage version) | 188               | - : 8,310+  | Stage of the 70's (single digital) |
| 2016 | "Only One"                      | 24                | - : 157,553 | Street                             |

## Outras canções que entraram nas tabelas musicais
| Ano                                                                                      | Título                         | Melhores posições | Vendas      | Álbum       |
| Ano                                                                                      | Título                         | KOR               | Vendas      | Álbum       |
| ---------------------------------------------------------------------------------------- | ------------------------------ | ----------------- | ----------- | ----------- |
| 2012                                                                                     | "Whoz that Girl" (Parte 2)     | —                 | - : 6,671+  | Hippity Hop |
| 2012                                                                                     | "Phonecall"                    | —                 | - : 6,400+  | Hippity Hop |
| 2012                                                                                     | "Think About"                  | —                 | - : 6,152+  | Hippity Hop |
| 2012                                                                                     | "Better Together"              | —                 | - : 5,770+  | Hippity Hop |
| 2015                                                                                     | "Thrilling"                    | 52                | - : 57,084+ | Ah Yeah     |
| 2015                                                                                     | "With Out U"                   | 100               | - : 25,669+ | Ah Yeah     |
| 2016                                                                                     | "Will You Take Me?"            | 67                | - : 51,341+ | Street      |
| 2016                                                                                     | "3%"                           | 179               | - : 18,583+ | Street      |
| 2016                                                                                     | "Hello"                        | 199               | - : 16,821+ | Street      |
| 2016                                                                                     | "I Know"                       | 213               | - : 14,888+ | Street      |
| 2016                                                                                     | "Cream"                        | 288               | - : 10,485+ | Street      |
| 2016                                                                                     | "Summer, Fall, Winter, Spring" | 320               | - : 9,553+  | Street      |
| 2016                                                                                     | "Of Course"                    | 333               | - : 9,246+  | Street      |
| 2016                                                                                     | "Only One" (como 5 membros)    | 337               | - : 9,134+  | Street      |
| 2016                                                                                     | "Good"                         | 351               | - : 8,967+  | Street      |
| 2016                                                                                     | "Are You Hungry?"              | 361               | - : 8,467+  | Street      |
| "—" indica lançamentos que não figuraram nas paradas ou não foram lançados nessa região. |                                |                   |             |             |

## Videoclipes
| Ano  | Título                                   | Diretor(es)               | Ref.   |
| ---- | ---------------------------------------- | ------------------------- | ------ |
| 2012 | "Whoz That Girl"                         | Hong Won-ki               | [ 30 ] |
| 2012 | "I Feel Good"                            | Hong Won-ki               | [ 31 ] |
| 2012 | "I Feel Good (R.Tee Remix)"              | Joo Tae-woong             | [ 32 ] |
| 2012 | "Every Night"                            | Song Won-young            | [ 33 ] |
| 2013 | "Goodbye" (como Dasoni)                  | Desconhecido              |        |
| 2014 | "Up & Down"                              | Digipedi                  | [ 34 ] |
| 2015 | "Up & Down" (Versão especial para LG U+) | Eun You Kim               | [ 35 ] |
| 2015 | "Ah Yeah"                                | Naive Creative Production | [ 36 ] |
| 2015 | "Hot Pink"                               | Digipedi                  | [ 37 ] |
| 2016 | "L.I.E"                                  | Kim Se-hui                | [ 38 ] |
| 2016 | "L.I.E" (versão de dança)                | Lee Ki Baek               | [ 39 ] |
| 2016 | "Cream" (versão chinesa)                 | —                         | [ 40 ] |
| 2017 | "Up & Down" (versão chinesa)             | —                         | [ 41 ] |
| 2017 | "Night Rather than Day"                  | Lee Ki-baek               | [ 42 ] |
| 2017 | "DDD"                                    | Digipedi                  | [ 43 ] |
| 2018 | "Lady"                                   | Honey Badger              |        |
| 2018 | "Up & Down" (versão japonesa)            | Tiger Cave                | [ 44 ] |
| 2018 | "I Love You"                             | Tiger Cave                | [ 45 ] |
| 2019 | "Me&You"                                 | Tiger Cave                | [ 46 ] |
| 2019 | "Vaporize Yourself"                      | Desconhecido              |        |
| 2019 | "We Are"                                 | Desconhecido              |        |
| 2019 | "Trouble"                                | Tiger Cave                | [ 47 ] |
| 2019 | "Bad Girl For You"                       | Tiger Cave                | [ 48 ] |
| 2020 | "B.L.E.S.S.E.D"                          | Cho Hyun Jin              | [ 49 ] |